# 霍爾拜克市鎮
霍爾拜克市鎮（丹麥語：Holbæk kommune）是丹麥的一個市鎮，位於西蘭島西北部，臨伊瑟灣，包括奧爾島等島嶼。屬西蘭大區。面積578.7平方公里，2009年人口69,528人。行政中心为霍爾拜克。
2007年1月1日由原尼克賓和另外四個市鎮合併而成。